# Bellator 4
Bellator 4 foi um evento de MMA (artes marciais mistas) organizado pelo Bellator Fighting Championships, realizado no Lloyd Noble Center, em Norman, Oklahoma nos Estados Unidos no dia 17 de Abril de 2009. O Bellator IV foi originalmente agendado para Montreal, no entanto questões com a regulamentação impediu o evento de ser realizado. Foi transmitido nacionalmente nos EUA através de VT (video-tape) no sábado 25 de abril, através de um acordo de exclusividade com a ESPN Deportes.